# 宇晴軒

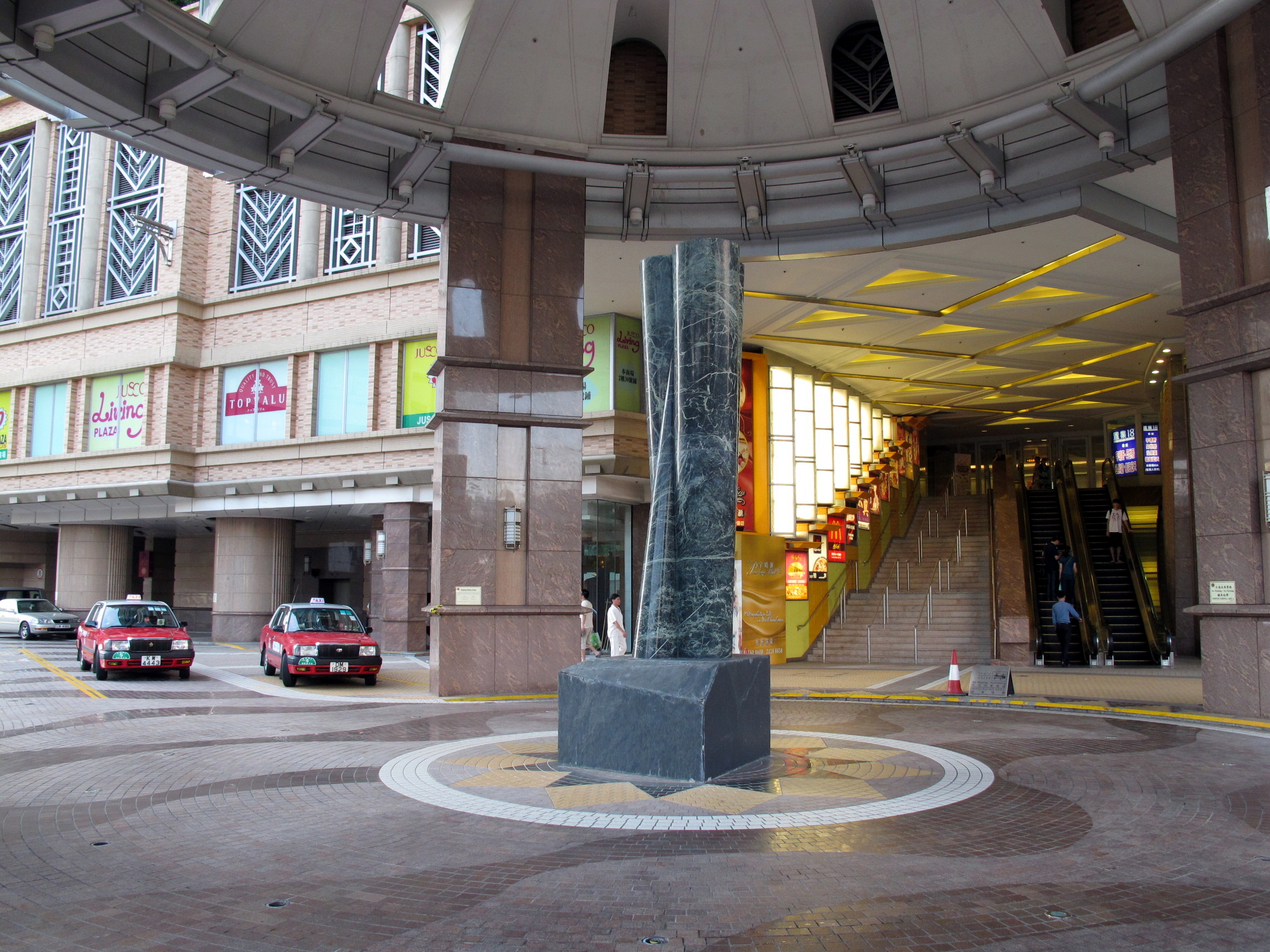
宇晴匯入口

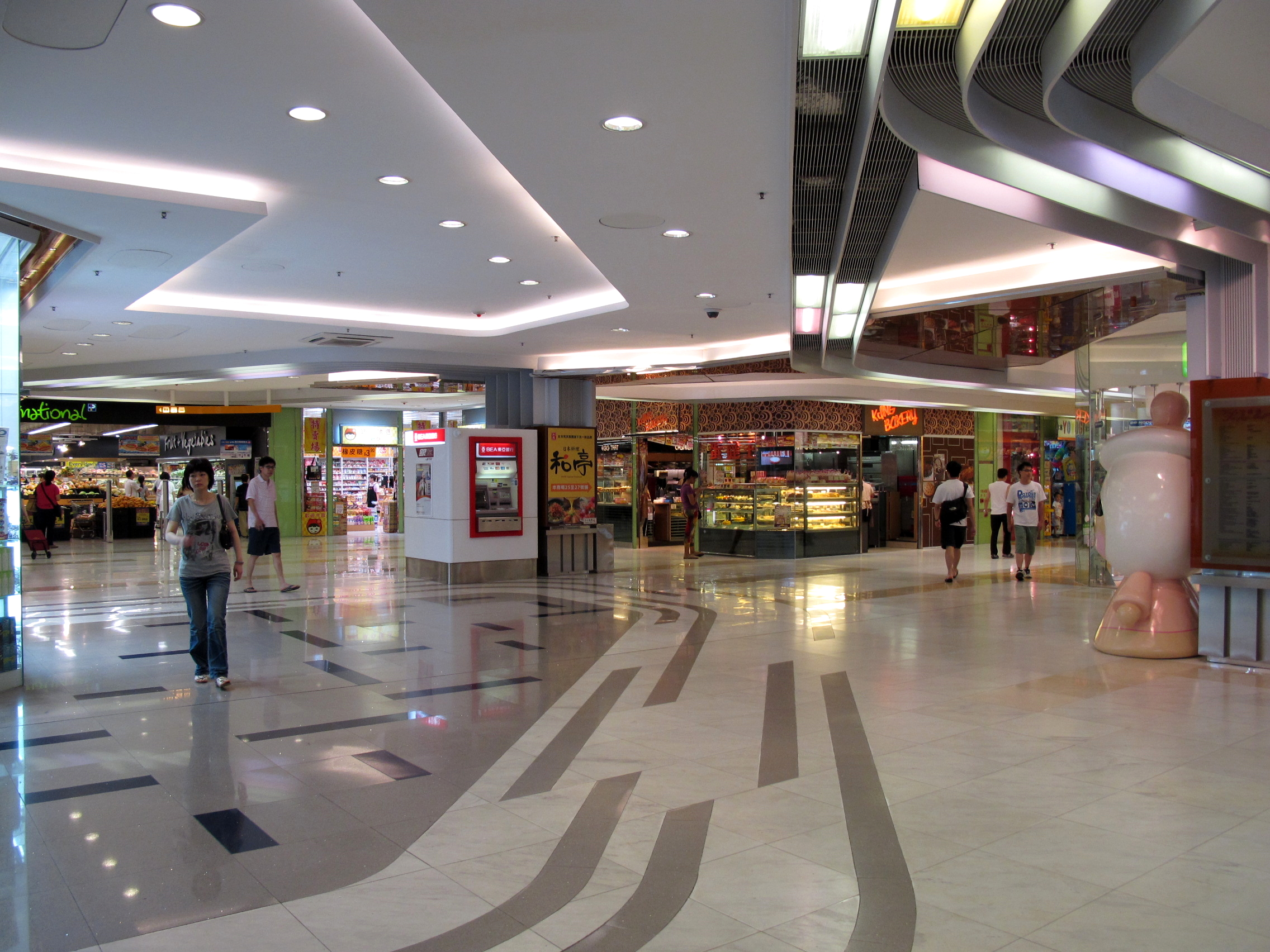
宇晴匯

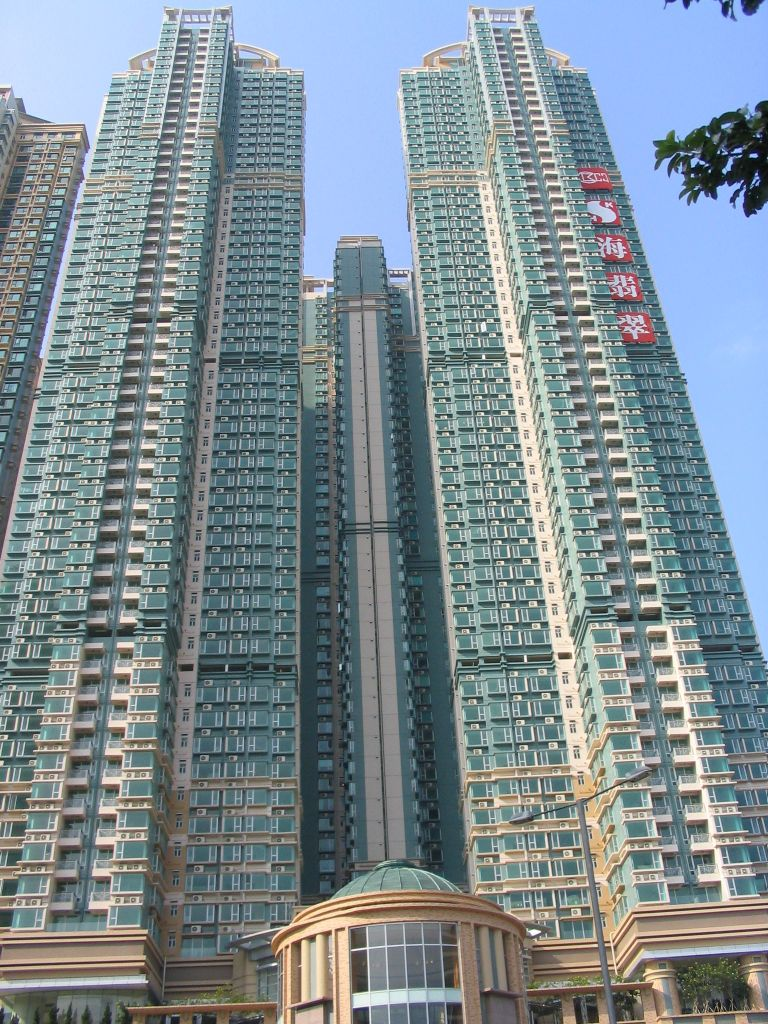
宇晴軒第六座命名為「海翡翠」（右）及第七座（左），圖中較後大廈為第五座

宇晴軒（英語：The Pacifica）是位於香港九龍深水埗區長沙灣深盛路9號的私人屋苑，建築師為興業建築師樓，於2005年2月至8月入伙。與昇悅居、泓景臺和碧海藍天同時興建，並合稱「西九四小龍」。土地前身為臨時蔬菜批發市場，於2000年4月25日由長江實業和新鴻基地產合組財團於拍賣會中投得。單位可眺望維多利亞港、荔枝角夜景、畢架山及獅子山全景。

## 設施
發展商耗資1億5,000萬港元設住客會所，位處5至7樓，面積約20萬平方呎，戶外設施包括仿天然沙灘泳池、兒童池、水上健身設備、按摩池、人造瀑布、兒童遊樂場、籃球場、漫步徑、花園、太極圈、BBQ設施、涼亭及閒座廊。室內設施包括室內泳池、兒童池、水力按摩池、溫泉區、美容中心、更衣室包括蒸氣及桑拿設施、健身室、多用途球室、攀石區、高爾夫球練習場、閱讀室、多用途教室、音樂室、視聰電影室、小食部、多用途宴會廳及按摩亭。兒童會所設施包括兒童遊樂場、音樂室、遊戲機房、健身室、劇場、保齡球場及模型賽車場。
物業基座為16萬方呎商場「宇晴匯」，於2008年11月底開幕，通道接駁鄰近的昇悅居及泓景臺商場。

## 物業資料
- 啟用日期：2005年8月5日
- 住宅幢數：6幢（1至3座，5至7座）
- 住宅樓層：
  - 第1座：8至61樓，隔火層係35樓，當中8樓係連平台單位
  - 第2,3,5座: 8至59樓，隔火層係35樓，當中8樓係連平台單位
  - 第6座（海翡翠）及第7座：8至66樓，隔火層有2層係20,38樓，當中8樓係連平台單位
- 管理公司：長江實業旗下的港基物業管理
- 單位面積：585-3,036平方呎
- 實用率：   80%[來源請求]
- 單位總數：2,256伙
- 車位總數：669個
- 單位間隔：2房2廳、3房2廳及4、5房相連單位

## 丟空公眾貨車泊車位
根據宇晴軒地契，需提供155個貨車泊車位予公眾使用。不過到2018年8月，有媒體報道該停車場在2011年時在入口曾放置鐵馬，時租收費高達40元。到2018年發現沒有車輛停泊，閘機失靈。記者致電管理公司人員，指人手不足，出入停車場需聯絡職員。地政總署回應指停車場閘機外有標示供貨車停泊，無迹象顯示停車場違反地契條款。

## 外部連結
- 宇晴論壇
- 宇晴軒業主網
- 宇晴軒業主社群 （页面存档备份，存于）
- 宇晴軒官方網

1. ↑  . 通用圖書. 1992-03: 8-9.
2. ↑   (PDF). 地政總署.   [2024-07-22]. （原始内容存档 (PDF)于2023-04-05）.
3. ↑  . 蘋果日報. 2018-08-05  [2018-08-05]. （原始内容存档于2018-08-05）.
4. ↑  .   [2016-11-29]. （原始内容存档于2017-02-05）.
5. ↑  .   [2016-11-29]. （原始内容存档于2017-01-10）.
6. ↑  .   [2016-11-29]. （原始内容存档于2016-09-27）.
7. ↑  .   [2016-11-29]. （原始内容存档于2016-09-21）.
8. ↑  .   [2016-11-29]. （原始内容存档于2017-01-15）.

22°20′06″N 114°08′59″E / 22.3349°N 114.1497°E